# روكس (صاروخ)
روكس (بالإنجليزية: ROCKS)‏ هو صاروخ جو-أرض ممدد المدى ذاتي التوجيه من تطوير رفائيل للنظم الدفاعية المتقدمة. كشفت عنه رفائيل أول مرة في فبراير 2019 في معرض للصناعات الجوية في الهند. صُمم الصاروخ للاشتباك مع الأهداف الثابتة عالية القيمة والأهداف النقالة. الصاروخ فعال في البيئات المحرومة من تغطية نظم التموضع العالمي. ويتضمن تقنيات من صواريخ أخرى طورتها رفائيل مثل بوباي وسبايس ويستخدم معزز صاروخ التهديف سبارو.
يوفر الصاروخ عددًا من المزايا، منها الدقة في الاستهداف بخطأ دائري محتمل يبلغ 3 أمتار فقط، القابلية للاستخدام ليلًا أو نهارًا تحت مختلف الظروف الجوية، ومقاومة التشويش الإلكتروني. يمكن تزويده برأس حربي اختراقي أو انفجاري واستخدامه من خارج مظلة الدفاع الجوي للطرف المعادي.
يستخدم صاروخ روكس الملاحة القصورية ونظام التموضع العالمي ومتتبعًا كهربصريًّا. وفي مرحلة التهديف النهائي تُستخدم تقنية لمطابقة المشهد أو التهديف بالإشعاع لضمان تدمير الهدف، حتى في الحالات التي تنعدم فيها تغطية نظام التموضع العالمي.
يمكن إطلاق الصاروخ من طائرات إف-16 أو إف-35.
من المرجح أن إسرائيل استخدمت صاروخ روكس، وفقًا لبعض التقارير الإعلامية، في الضربة على إيران في 19 أبريل 2024. كما أشارت وثائق استخباراتية أمريكية مسربة إلى أن إسرائيل قد تستخدم الصاروخ في الرد على الضربة الصاروخية الإيرانية في 1 أكتوبر 2024.